# 若松村 (三重県)
若松村（わかまつむら）は三重県河芸郡にあった村。現在の鈴鹿市の北東部、伊勢湾の沿岸、近鉄名古屋線の伊勢若松駅から千代崎駅にかけての区域にあたる。

## 地理
- 海洋：伊勢湾
- 山岳：岸岡山
- 河川：二本木川、金沢川

## 歴史
- 1889年（明治22年）4月1日 - 町村制の施行により、河曲郡南若松村・中若松村・北若松村・岸岡村の区域をもって発足。
- 1896年（明治29年）4月1日 - 所属郡が河芸郡に変更。
- 1942年（昭和17年）12月1日 - 白子町・神戸町・稲生村・飯野村・河曲村・一ノ宮村・箕田村・玉垣村・鈴鹿郡国府村・庄野村・高津瀬村・牧田村・石薬師村と合併して鈴鹿市が発足。同日若松村廃止。

## 交通

### 鉄道路線
- 関西急行鉄道（現・近畿日本鉄道）
  - 名古屋線（現・近鉄名古屋線）
    - 伊勢若松駅

  - 神戸線（現・近鉄鈴鹿線）
    - 伊勢若松駅